# Kunden (Wirosari)
Kunden is een bestuurslaag in het regentschap Grobogan van de provincie Midden-Java, Indonesië. Kunden telt 7954 inwoners (volkstelling 2010).